# Колонізація Степової України в XVI—XVIII століттях
Колоніза́ція Степово́ї Украї́ни в XVI—XVIII столі́ттях.

## Засновки

### Військово-стратегічне значення

Карта татарських князівств у складі Чернігово-Сіверських земель в першій половині XV ст. за Ст. Кучинським:
Яголдай
Курська тьма
Чернігівська тьма
інші Чернігово-Сіверські землі

Монголо-татарські завоювання у Східній і Центральній Європі призвели до великих як політичних, так і демографічних змін. Під натиском військ Батия значна частина населення із степової і лісостепової зони відійшла у більш захищені місця Карпат і Полісся, що призвело до обезлюднення не лише Північного Причорномор'я, але й південноруських князівств, включених до складу Золотої Орди.
Нечисленне татарське населення та асимільовані ним рештки половців переважно зосереджувались у приморських районах. Тому значна частина степів між християнським і мусульманським світом обезлюдніла. Здебільшого татари використовували її для полювання й випасу худоби, особливо в посушливі роки. Населення руських порубіжних князівств — для різних відхідницьких промислів.
Ослаблені феодальними міжусобицями, напруженою боротьбою з монголо-татарськими завойовниками давньоруські землі з XIV століття стали об'єктом експансіоністських устремлінь правителів Литви та Польщі. На кінець XIV століття більша частина земель сучасної України опинилася у складі Великого князівства Литовського.
Литовські князі, зміцнюючи південні рубежі своєї держави, зводили в Подністров'ї, на узбережжі Чорного моря, в Подніпров'ї укріплені фортеці, влаштовували в них гарнізони. Це сприяло переселенню до степової зони здебільшого української людності. Однак цей процес виявився досить короткотривалим. Уже наприкінці XV століття під натиском османсько-татарської експансії Литва втрачає свої позиції в Причорномор'ї. 1482 року кримський хан Менґлі I Ґерай під час походу на Київ з великим військом спустошив значну частину осілостей Степової України. Після цього походу мали місце ряд інших набігів кримських орд на різні райони України, під ударами яких українська людність змушена була відходити у більш захищені місця. Тому за Північним Причорномор'ям закріпилася назва «Дике поле», а в російській документації — «Поле».
Для боротьби з експансіоністськими устремліннями османсько-татарських феодалів польсько-литовські магнати на правобережжі Дніпра з кінця XIV століття будують нові замки, а для їх оборони із своїх підданих формують козацькі загони, звільняючи козаків від селянських повинностей. Наступ польсько-литовських феодалів на українські землі та закріпачення селян спричинили масові втечі селян від своїх панів на окраїни й поступове освоєння незаселених районів.
Важливу роль в проникненні української людності в причорноморські степи відігравала Запорозька Січ. Збудована за дніпровськими порогами Січ з другої половини XVI століття стала не тільки центром низового козацтва, але й форпостом народної колонізації причорноморських степів. На Запорожжі шукали притулку виштовхнуті з насиджених місць як соціальним, так і національним гнобленням. Тут вони ставали не тільки воїнами — охоронцями своєї землі, але й освоювачами природних багатств краю.
Після невдач у Визвольній війні проти Польщі й повернення польських феодалів на Волинь, Поділля й Правобережну Україну міграційні процеси в Україні посилились. Розпочався масовий перехід української людності на Лівобережжя і в степову зону. Завдяки цьому активно освоювалося межиріччя Дніпра і Дону. Це дозволило царському урядові приступити до реалізації висунутих ще в 40-х рр. XVII ст. планів побудови в цьому районі укріплених поселень — форпостів російської урядової колонізації у східній частині запорозьких вольностей (Маяк, Соляний — Тор, Городок — в Подонців'ї, Богородицьк та Сергіївськ — в Подніпров'ї), що ще більше активізувало освоєння степової частини лівобережжя Дніпра.
Однак репресії царських військ проти булавінців, розгром Старої Січі та перехід запорожців у межі Кримського ханства і, нарешті, перенесення кордонів Росії з узбережжя Азовського моря в межиріччя Орелі й Самари після невдач Петра І при Пруті, не тільки на тривалий час загальмували заселення краю, але й призвели до скорочення чисельності його людності.

### Господарське значення
У XV сторіччі почастішали втечі українських селян від своїх панів, переважно із західних районів, де феодальний гніт був тяжчий. Зі свого боку, феодали східних місцевостей, потребуючи робочої сили, намагалися залучити у свої маєтки втікачів різними пільгами та обіцянками. Це робили й управителі маєтків ВКЛ, якому належали величезні земельні простори, господарське освоєння цих просторів тривало довгий час. У ньому брали участь тисячі й тисячі людей, помітну частку серед них становили вихідці із Західного Полісся й прилеглих теренів.

## Зростання колонізації
Тільки з кінця 20-х — початку 30-х рр. XVIII ст. намічається подальше заселення степів, обумовлене стихійним переходом на південь українців, організованим переселенням царським урядом державних селян, поверненням запорожців на старі місця, а також поселенням на півдні вихідців із сусідніх держав. Значний вплив на цей процес мало перенесення російсько-османського кордону після війни 1735—1739 рр. з межиріччя Орелі й Самари на узбережжя Азовського моря.
З метою прискорення заселення краю та зміцнення своїх позицій Причорномор'ї царський уряд вдався в 50-х рр. до поселення тут іноземних військовослужбовців (сербів, хорватів, македонян, молдован і інших), які погодилися перейти на військову службу до Росії й поселитися на її окраїнах, а також росіян-розкольників, що жили в Речі Посполитій та Османській імперії. З іноземних військовослужбовців він вирішив сформувати два військово-землеробських поселення (Нову Сербію та Слов'яносербію) і розмістити їх на флангах збудованої в 1731—1735 рр. Української лінії, щоб таким чином прикрити південні кордони та посилити тиск на Запорожжя. Оскільки необхідної кількості іноземців для укомплектування 4 полків не набралось, царський уряд дозволив зачисляти до них і місцевих жителів та переселенців з інших регіонів України і сусідніх держав, за винятком поміщицьких селян, які прожили за своїми володільцями більше 10 років.
Однак масова урядова колонізація регіону розгорнулася тільки після ліквідації Запорозької Січі.

## Поселення
В 1776—1782 рр. в межах створених на запорозьких землях Азовської і Новоросійської губерній було засновано 569 поселень, у тому числі 488 на землях, що належали кошу. Серед них 478 — складали приватновласницькі. На початку 1784 р. в Катеринославському намісництві, до якого ввійшли Азовська і Новоросійська губернії, нараховувалось 2209 поселень, в тому числі 45 міських, в яких проживало 708 190 чол. Серед них українці становили 73,77 %, росіяни — 12,23, молдовани і румуни 6,22, греки — 3,47, вірмени 2,62, а на решту (представників більше 30 етнічних груп) припадало лише 1,69 %. Отже, основний тягар освоєння регіону на початковому етапі випав на долю українців. До кінця XVIII століття чисельність населення в регіоні досягла майже 1 млн чол., але частка українців впала до 64,76 %.
Проект П.Рум'янцева-Задунайського щодо переселення християн з Криму відповідав намірам Катерини II приєднати Крим та колонізувати степову Україну. 9 березня 1778 імператриця підписала два рескрипти на ім'я П. Рум'янцева і Г.Потьомкіна з наказом провести переселення всіх християн (греків, грузинів, вірменів та волохів), які мешкали у Криму, на вільні землі Новоросійської губернії та Азовської губернії. Здійснення цих планів було доручене генерал-поручику кн. О.Прозоровському, а з квітня 1778 — генерал-поручику графу О.Суворову.
Агітацію за переселення супроводжував прямий і непрямий примус через поширення дезінформації та використання погроз з боку російських урядовців та їхніх емісарів. Проте значна маса християн позитивно ставилася до переходу у російське підданство, свідомо йдучи на матеріальні жертви. Головними мотивами їхнього вибору була можливість позбавитися наслідків політичної та економічної нестабільності на батьківщині, а також перспектива отримання від російського уряду значних соціально-економічних пільг, пов'язаних з набуттям статусу іноземних поселенців згідно з рос. законами (1751, 1762 та 1763): надання збільшених земельних наділів, звільнення на тривалий строк від податків та рекрутської повинності тощо. Крім того, кримські християни вимагали гарантувати їм окремою монаршою грамотою вільний екон., госп., культур. і нац. розвиток в умовах адмін., судової та конфесійної автономії (серед найголов. вимог — здійснення переселення за рахунок рос. держ. скарбниці; можливість заснування поселення на засадах адмін.-тер. автономії, керованого власним виборним органом самоврядування; звільнення назавжди від рекрутчини та на 10 років від усіх податків тощо).
Акція переселення розпочалася 28 липня 1778, коли до Азовської губернії вирушила перша група християн, і завершилася 18 вересня 1778. За неповними офіційними відомостями на кінець року, Кримський ханат залишили 31386 християн (із них 18395 греків, 12612 вірменів, 218 грузинів та 161 волох). Російський уряд більше року зволікав з призначенням місця розселення вихідців з Криму. В очікуванні розпорядження їм довелося пережити сувору зиму 1778/79. Навесні 1779 переселенці почали вимагати поселення на землях між річками Дніпро, Самара та Оріль (відповідно до попередніх рішень християнської громади, ухвалених ще в Криму). Але оскільки на той час ці території були вже заселені, уряд низкою розпоряджень восени 1779 — навесні 1780 призначив відвести інші землі для поселення колишніх кримських вихідців. Вірменам надали територію в пониззі р. Дон, де було засновано м. Нахічеван (з 1838 Нахічевань-на-Дону, з 1928 у складі м. Ростов-на-Дону, РФ) і кілька сіл навколо — Нахічеванську округу. Греки, грузини та волохи отримали землі у Пн. Приазов'ї, обмежені з заходу р. Берда, зі сходу р. Кальміус, з півночі р. Вовча (притока Самари). 15 серпня 1780 було засноване м. Маріуполь, яке стало центром ново-утвореного повіту (пізніше — Маріупольська округа). Тут переселенці заснували 21 село: Бешево, Богатир, Велика Каракуба, Великий Янісоль, Георгіївка, Камара, Карань, Керменчик, Константинополь, Ласпа, Малий Янісоль, Мангуш, Сартана, Старий Крим, Стила, Улакли, Чемрек (або Джемрек, 1781 приєднане до с. Малий Янісоль), Чердакли, Чермалик, Урзуф та Ялта. Згідно з офіційними відомостями, 1781 у Маріупольському повіті мешкало 14483 греків, що майже на 3912 осіб менше, ніж вийшло з Криму 1778. Тривалі негаразди і невлаштованість переселенців на новому місці, висока смертність призвели до громадського неспокою і поширенню у їхньому середовищі настроїв до рееміграції. Уряд Катерини II припиняв спроби повернення християн у Крим, застосовуючи поліційні методи.
У результаті переселення християн. населення з Криму економіка країни, позбавлена осн. маси свого виробника, була істотно підірвана, що посприяло прискоренню анексії ханату Російською імперією (1783).

## Господарство

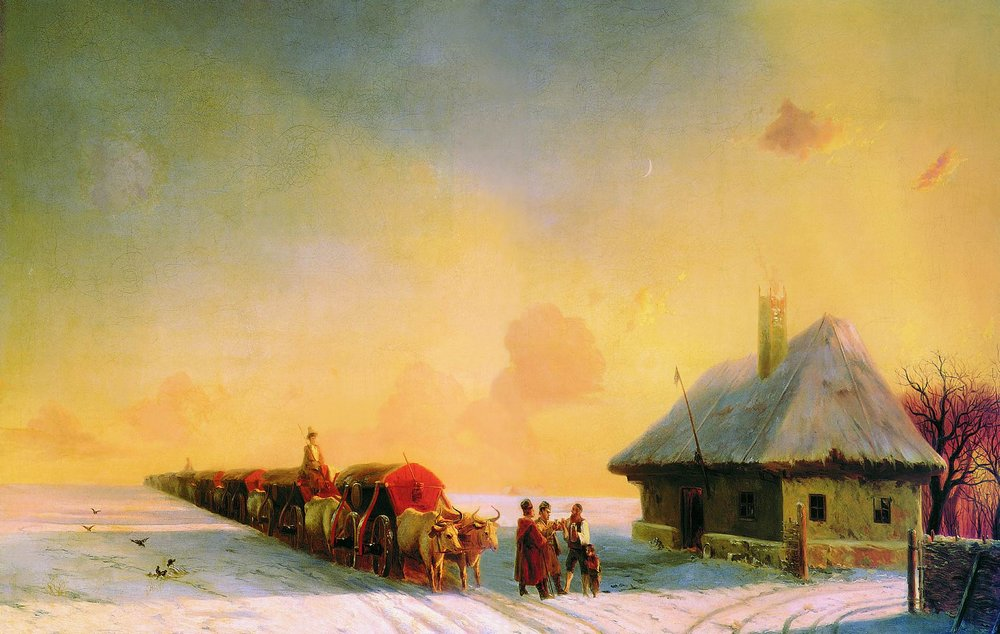
Айвазовський. Чумаки

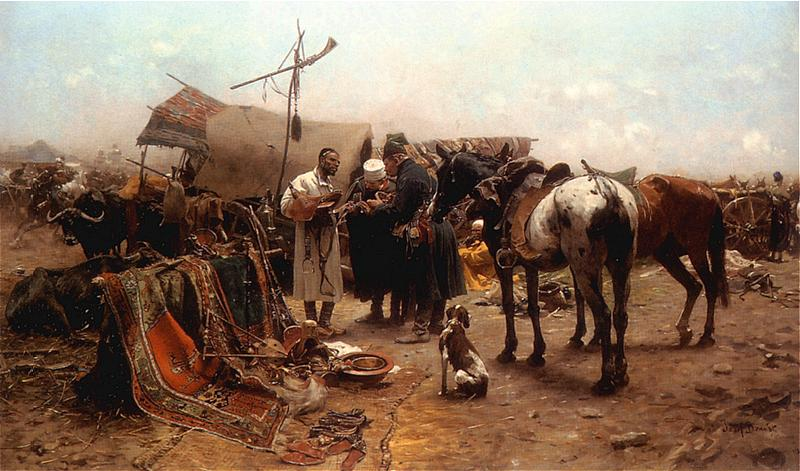
Ярмарок у Балті

Завдяки наполегливій праці населення освоювались різні види природних ресурсів краю. Найголовнішим з них була земля. З понад 14,5 млн десятин землі близько 60 % до кінця XVIII ст. було відведено під ріллю, що свідчить про значні досягнення населення в землеробстві. Важливу роль продовжувало відігравати скотарство. Найбільше розводили великої рогатої худоби, коней і овець.
Розвиток сільського господарства стимулював заведення підприємств з переробки сільськогосподарської продукції. На початку 90-х рр. XVIII століття тут діяло близько 3 тис. різних типів млинів, декотрі з яких мали понад 10 каменів для помелу зерна, виготовлення круп і т. д. Діяло в регіоні 113 гуралень і 56 різного типу підприємств, у тому числі два цукрових заводи, що переробляли привізну цукрову тростину.
Велику роль в освоєнні природних ресурсів відіграли Торські і Бахмутські соляні промисли, що забезпечували не тільки Слобожанщину й частково Лівобережну Україну, але й південно-західні повіти Росії сіллю. З їх роботою тісно пов'язані пошуки кам'яного вугілля, залізних руд, що поклало початок розвитку вугледобувної та металургійної промисловості нинішнього Донбасу.
Багатогалузеве господарство краю спонукало населення до обміну результатами праці, розвитку торгівлі, тим більше що з давніх часів через нього пролягали важливі шляхи, які з'єднували регіон з країнами Європи та Азії й іншими українськими землями. Найпоширенішим товаром, що доставлявся з Причорномор'я на ринки України та сусідніх держав, була риба і продукти з неї. Поруч з рибою до інших регіонів доставлялась сіль як самосадкова з приморських лиманів, так і кухонна з Торських та Бахмутських промислів. У центральні райони Росії та в інші країни, крім риби, доставлялась продукція тваринництва. Наприкінці XVIII століття все більшого розвитку стала набувати поруч з ярмарковою стаціонарна торгівля. У великих містах працювали десятки крамниць, в яких можна було придбати не лише місцеві товари, але й привізні, в тому числі заморські фрукти, вина, не кажучи про широкий вибір ремісничих виробів.
Перелічені фактори стимулювали розвиток міст краю, які протягом другої половини XVIII століття з військово-оборонних центрів переростають в осередки ремесла і торгівлі. Особливо це стосується таких новозаснованих міст, як Миколаїв та Херсон, старого Гаджибея — Одеси, які за короткий час перетворились у великі промислові та торговельні центри регіону.